# Le Dézert
Pour l’article ayant un titre homophone, voir Le Désert.
Pour les articles homonymes, voir Dézert.
Le Dézert est une commune française, située dans le département de la Manche en région Normandie, peuplée de 605 habitants.

## Géographie
La commune est en Pays saint-lois, au sud du parc naturel régional des Marais du Cotentin et du Bessin. Son bourg est à 4 km au sud-ouest de Saint-Jean-de-Daye, à 13 km au nord de Saint-Lô et à 18 km au sud de Carentan.
| Graignes-Mesnil-Angot                                                | Le Mesnil-Véneron                                               | Saint-Jean-de-Daye |
| Graignes-Mesnil-Angot, Pont-Hébert (comm. dél. du Hommet-d'Arthenay) | du Dézert                                                       | Saint-Fromond      |
| Pont-Hébert (comm. dél. du Hommet-d'Arthenay)                        | Pont-Hébert (comm. dél. du Hommet-d'Arthenay et de Pont-Hébert) | Cavigny            |

### Hydrographie
La commune est située dans le bassin Seine-Normandie. Elle est drainée par le ruisseau de Belle-Eau, le cours d'eau 01 de la Rayerie, le cours d'eau 02 de la commune du Dezert, le fossé 03 de la commune du Dezert, le fossé 04 de la commune de Graignes, le fossé 07 de la commune le Dezert, le fossé 08 de la commune le Dezert, le ruisseau du Port au Féron et divers autres petits cours d'eau,.

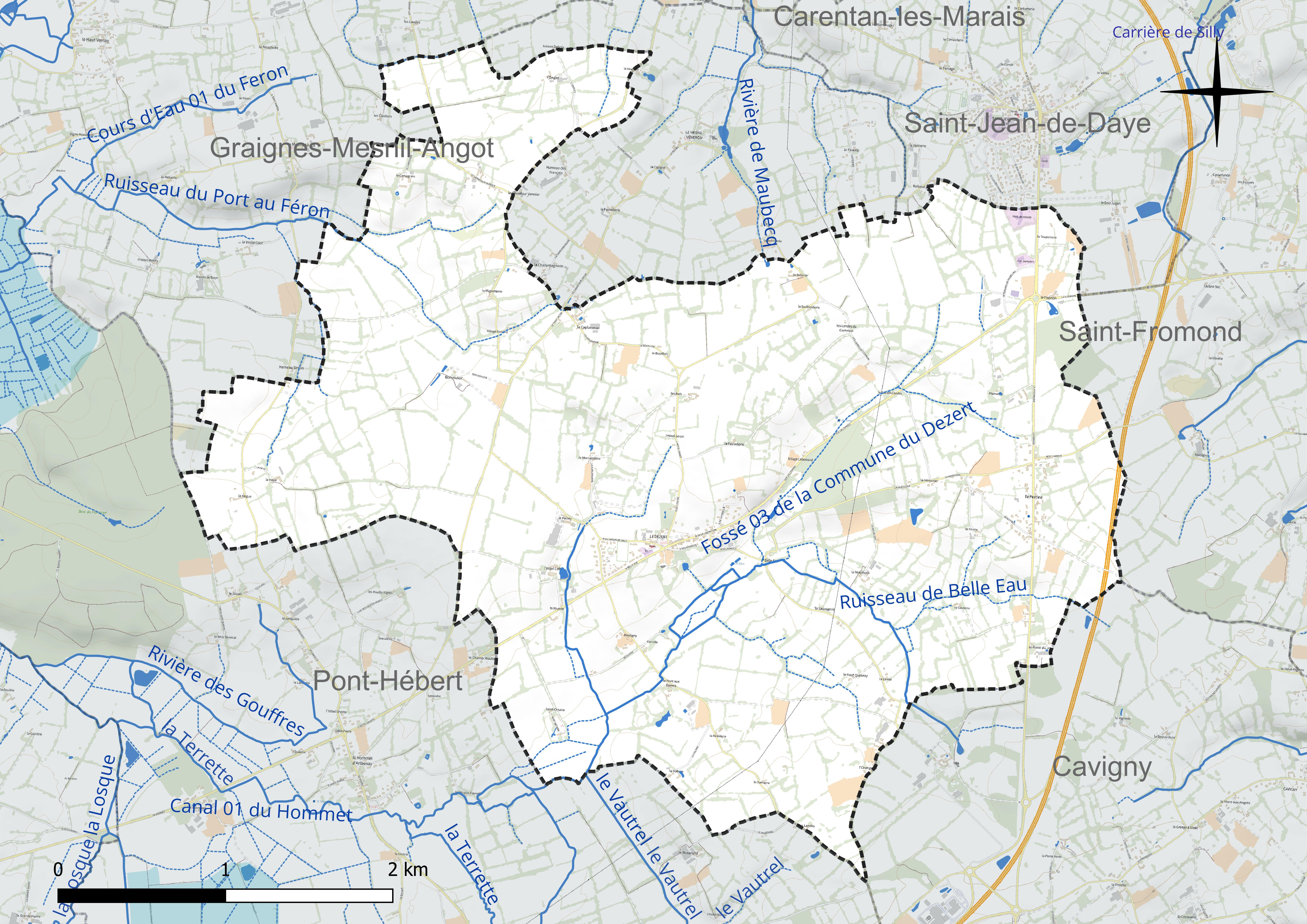
Réseau hydrographique du Dézert.

### Climat
Pour des articles plus généraux, voir Climat de la Normandie et Climat de la Manche.
En 2010, le climat de la commune est de type climat océanique franc, selon une étude du CNRS s'appuyant sur une série de données couvrant la période 1971-2000. En 2020, Météo-France publie une typologie des climats de la France métropolitaine dans laquelle la commune est exposée à un climat océanique et est dans la région climatique  Normandie (Cotentin, Orne), caractérisée par une pluviométrie relativement élevée (850 mm/a) et un été frais (15,5 °C) et venté. Parallèlement le GIEC normand, un groupe régional d’experts sur le climat, différencie quant à lui, dans une étude de 2020, trois grands types de climats pour la région Normandie, nuancés à une échelle plus fine par les facteurs géographiques locaux. La commune est, selon ce zonage, exposée à un « climat maritime », correspondant au Cotentin et à l'ouest du département de la Manche, frais, humide et pluvieux, où les contrastes pluviométrique et thermique sont parfois très prononcés en quelques kilomètres quand le relief est marqué.
Pour la période 1971-2000, la température annuelle moyenne est de 10,9 °C, avec une amplitude thermique annuelle de 11,7 °C. Le cumul annuel moyen de précipitations est de 905 mm, avec 13,2 jours de précipitations en janvier et 7,2 jours en juillet. Pour la période 1991-2020, la température moyenne annuelle observée sur la station météorologique la plus proche, située sur la commune de Condé-sur-Vire à 19 km à vol d'oiseau, est de 11,3 °C et le cumul annuel moyen de précipitations est de 956,7 mm,. Pour l'avenir, les paramètres climatiques de la commune estimés pour 2050 selon différents scénarios d’émission de gaz à effet de serre sont consultables sur un site dédié publié par Météo-France en novembre 2022.

## Urbanisme

### Typologie
Au 1er janvier 2024, Le Dézert est catégorisée commune rurale à habitat dispersé, selon la nouvelle grille communale de densité à sept niveaux définie par l'Insee en 2022.
Elle est située hors unité urbaine.
Par ailleurs la commune fait partie de l'aire d'attraction de Saint-Lô, dont elle est une commune de la couronne,. Cette aire, qui regroupe 63 communes, est catégorisée dans les aires de 50 000 à moins de 200 000 habitants,.

### Occupation des sols
L'occupation des sols de la commune, telle qu'elle ressort de la base de données européenne d’occupation biophysique des sols Corine Land Cover (CLC), est marquée par l'importance des territoires agricoles (97,4 % en 2018), une proportion sensiblement équivalente à celle de 1990 (98,1 %).
La répartition détaillée en 2018 est la suivante : prairies (81,7 %), terres arables (13,2 %), zones urbanisées (2,6 %), zones agricoles hétérogènes (2,6 %).

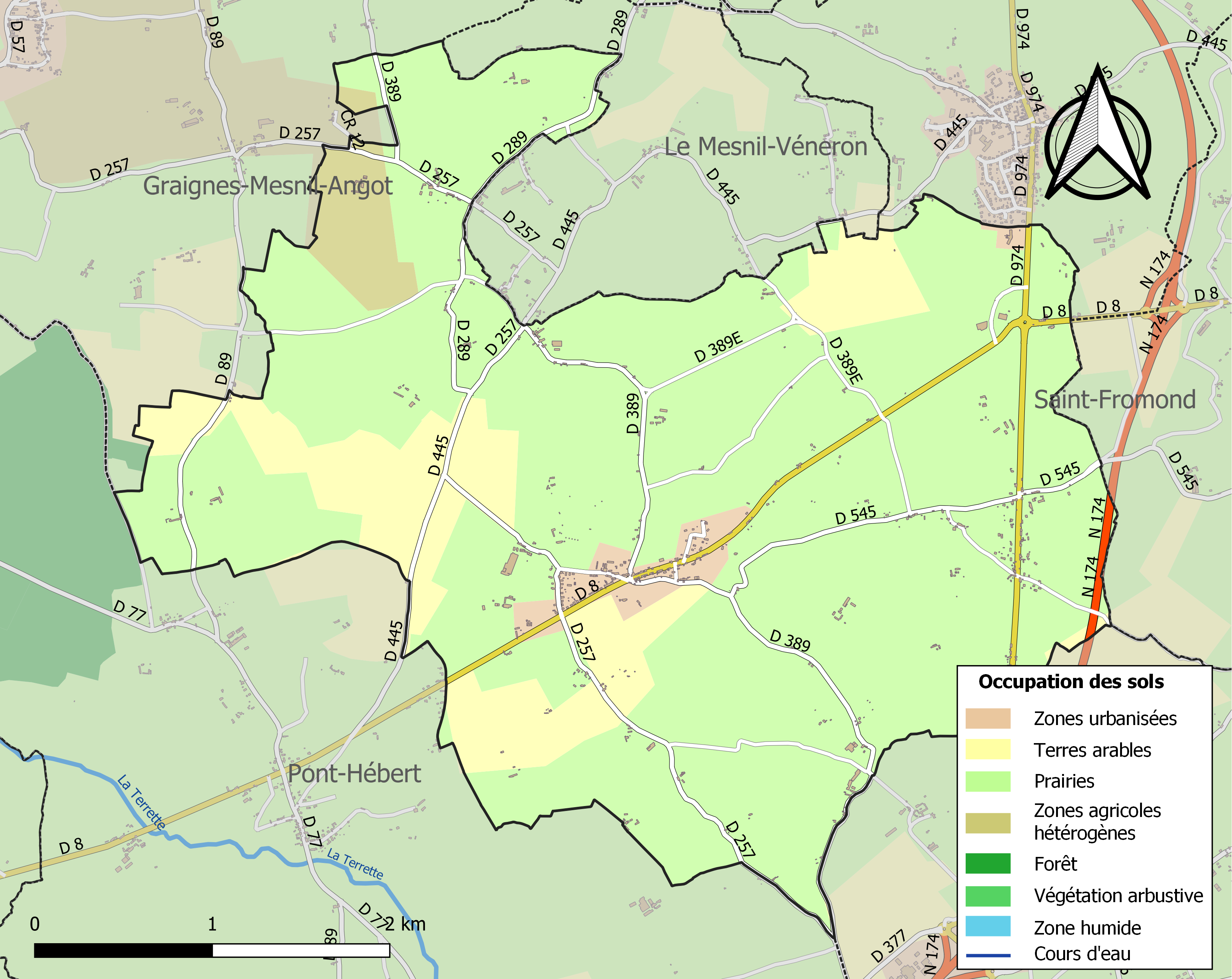
Carte des infrastructures et de l'occupation des sols de la commune en 2018 (CLC).

L'évolution de l’occupation des sols de la commune et de ses infrastructures peut être observée sur les différentes représentations cartographiques du territoire : la carte de Cassini (XVIIIe siècle), la carte d'état-major (1820-1866) et les cartes ou photos aériennes de l'IGN pour la période actuelle (1950 à aujourd'hui).

### Voies de communication et transports
[Passage à actualiser]
Le Dézert est desservi par le transport en commun départemental par bus (Manéo) via la ligne 001 : Cherbourg-en-Cotentin - Valognes - Carentan - Saint-Lô.

## Toponymie
Le nom de la localité est attesté sous les formes Desertum, Dezertum et Desertion au XIIe siècle.
Le toponyme est un homophone de même origine que Le Désert, commune du Calvados distante de 40 km : désert, tout comme gast (Le Gast) ou vast (Le Vast), désignait une terre inculte. Toponyme médiéval issu de l'ancien français desert « lieu défriché ». Dans cette acception, le mot représente un dérivé déverbal de deserter « défricher, essarter », verbe issu du croisement de deserter « abandonner, rendre désert » et d'esserter, variante phonétique d’essarter « défricher ».
Le gentilé est Dézertins.

## Histoire
Dans la première moitié du XIIe siècle, la paroisse relevait de l'honneur du Hommet.

## Politique et administration
| Période                                  | Période   | Identité           | Étiquette | Qualité                    |
| ---------------------------------------- | --------- | ------------------ | --------- | -------------------------- |
| 1977                                     | mars 2014 | François Huault    | UMP       | Agriculteur                |
| mars 2014                                | En cours  | Sébastien Kervella |           | Responsable commercial ADS |
| Les données manquantes sont à compléter. |           |                    |           |                            |

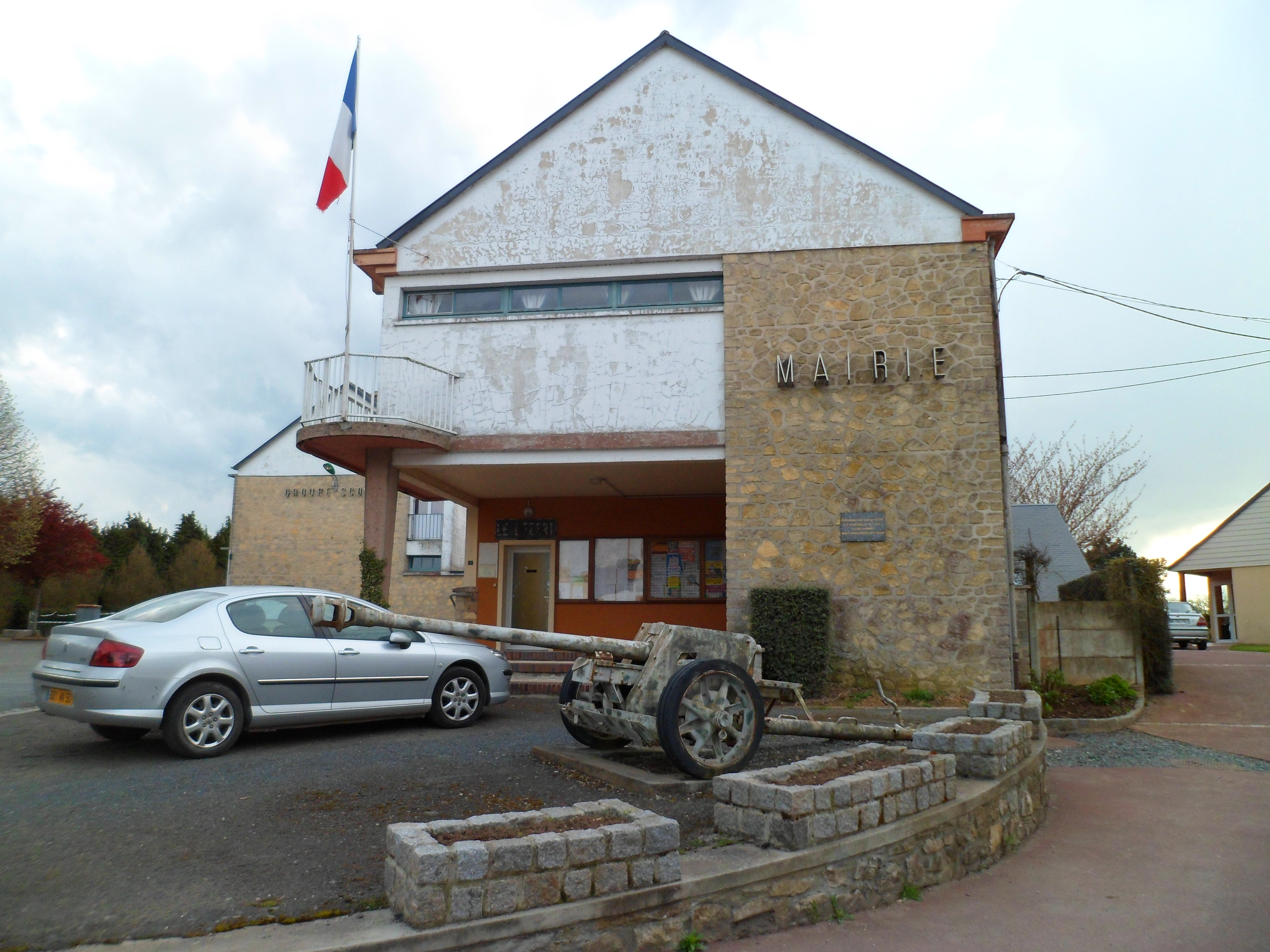
La mairie.

Le conseil municipal est composé de quinze membres dont le maire et deux adjoints.

## Démographie
L'évolution du nombre d'habitants est connue à travers les recensements de la population effectués dans la commune depuis 1793. Pour les communes de moins de 10 000 habitants, une enquête de recensement portant sur toute la population est réalisée tous les cinq ans, les populations de référence des années intermédiaires étant quant à elles estimées par interpolation ou extrapolation. Pour la commune, le premier recensement exhaustif entrant dans le cadre du nouveau dispositif a été réalisé en 2006.
En 2022, la commune comptait 605 habitants, en évolution de +3,24 % par rapport à 2016 (Manche : −0,31 %, France hors Mayotte : +2,11 %).
| 1793 | 1800 | 1806 | 1821 | 1831 | 1836 | 1841 | 1846 | 1851 |
| ---- | ---- | ---- | ---- | ---- | ---- | ---- | ---- | ---- |
| 639  | 738  | 820  | 841  | 874  | 876  | 860  | 827  | 873  |

| 1856 | 1861 | 1866 | 1872 | 1876 | 1881 | 1886 | 1891 | 1896 |
| ---- | ---- | ---- | ---- | ---- | ---- | ---- | ---- | ---- |
| 914  | 845  | 849  | 777  | 763  | 762  | 744  | 714  | 717  |

| 1901 | 1906 | 1911 | 1921 | 1926 | 1931 | 1936 | 1946 | 1954 |
| ---- | ---- | ---- | ---- | ---- | ---- | ---- | ---- | ---- |
| 694  | 671  | 614  | 561  | 568  | 596  | 569  | 554  | 611  |

| 1962 | 1968 | 1975 | 1982 | 1990 | 1999 | 2006 | 2011 | 2016 |
| ---- | ---- | ---- | ---- | ---- | ---- | ---- | ---- | ---- |
| 609  | 623  | 608  | 563  | 521  | 500  | 545  | 543  | 586  |

| 2021 | 2022 | - | - | - | - | - | - | - |
| ---- | ---- | - | - | - | - | - | - | - |
| 603  | 605  | - | - | - | - | - | - | - |

## Économie
La commune se situe dans la zone géographique des appellations d'origine protégée (AOP) Beurre d'Isigny et Crème d'Isigny.

## Culture locale et patrimoine
La commune est un village fleuri (une fleur) au concours des villes et villages fleuris.

### Lieux et monuments

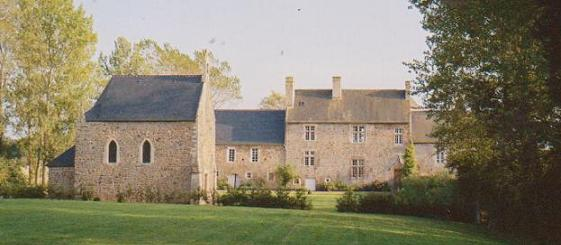
Le manoir de Saint-Ortaire.

- Manoir de Saint-Ortaire dit aussi de la Mare du désert du XVIe siècle, du nom du fief sur lequel il était construit, inscrit aux monuments historiques[36].
- Chapelle Saint-Ortaire et fontaine des XVIIe, XIXe – XXIe siècles.
- Logis de la Perrine des XIIe – XVIIIe siècles. Il abrita la léproserie Sainte-Catherine, la chapelle Sainte-Catherine et le prieuré de l'ordre de la Trinité, et aux XIXe et XXe siècles de gendarmerie.
- Château de Rougemont dit château du Dézert des XVIIIe – XIXe siècles, détruit en 1944 et reconstruit par la famille de Scitivaux.
- Manoir de Campgrain du XVe siècle. En 1506, Anthoine de Canguin (Camprgrain), sieur du lieu, rend aveu du demi fief de haubert du Campgrain à Pierre de Cerisay, sieur et baron de la baronnie du Hommet[37].
- Église Saint-Martin des XIIIe – XVIIIe siècles, de style roman pour la tour et XVIe pour la nef. Elle abrite une Vierge à l'Enfant des XVe et XVIe siècles, une statue femme couronnée du XVIIe, une statue de saint Martin du XVIIIe, une verrière du XXe des ateliers Bazin.
- Ancien presbytère.
- Lavoir.

### Personnalités liées à la commune
- Ortaire de Landelles (v. 482-580), né au Dézert, grand évangélisateur de la Normandie.
- Luc René Charles Achard de Bonvouloir (1744 - Le Dézert, 1827), page de Louis XV, homme politique.
- Bernard Quenault de La Groudière (Le Dézert, 1878 - 1961), homme politique.
- Michel Lajoye (Le Dézert, 1967 -), militant d'extrême droite.